# 장성하이텍고등학교
장성하이텍고등학교(長城하이텍高等學校)는 대한민국 전라남도 장성군 장성읍 영천리에 있는 공립 고등학교이다.

## 학교 연혁
- 1951년 9월 25일 : 장성농업고등학교 개교 (농업과 6학급)
- 1977년 3월 1일 : 장성중학교와 분리
- 1982년 9월 14일 : 농업과 축산과 원예과에 여학생 모집
- 1990년 3월 1일 : 장성실업고등학교로 교명 변경
- 2001년 3월 1일 : 교육인적자원부 지정 통합형고등학교 및 자율학교 운영(6년간)
- 2011년 7월 20일 : 전라남도교육청지원형 특성화고등학교로 지정
- 2015년 3월 1일 : 도지정 인성교육 시범학교 운영(1년간)
- 2018년 3월 1일 : 장성하이텍고등학교로 교명변경
- 2021년 2월 5일 : 식품가공실습실(1동 2층) 신축
- 2021년 2월 10일 : 전기·전자 실습실(1동 2층) 리모델링
- 2021년 10월 29일 : 학교운동장 천연잔디 조성
- 2022년 3월 1일 : 농산업식품과 학과 재구조화(농산업식품과 2학급, 전기전자제어과 1학급)
- 2025년 1월 14일 : 제73회 졸업(41명, 총 졸업생 10,067명)
- 2025년 3월 1일 : 제33대 배명옥 교장 취임

## 설치 학과
- 전기전자제어과
- 농산업식품과

## 참고 자료
- 장성하이텍고등학교 - 한국교육학술정보원 학교알리미